# Katerina Tikhonova
Katerina Tikhonova (nascida Yekaterina Vladimirovna Putina, Екатерина Владимировна Путина; nascida em 31 de agosto de 1986)  é uma cientista russa, empresária e ex-dançarina acrobática. Ela é a segunda filha do presidente russo Vladimir Putin.
Tikhonova lidera a empresa Innopraktika, que une duas iniciativas da Universidade Estadual de Moscou: a Fundação Nacional de Desenvolvimento Intelectual (NIDF) e o Centro Nacional de Reserva Intelectual (NIRC). Ela também é vice-diretora do Instituto de Pesquisa Matemática de Sistemas Complexos da Universidade Estadual de Moscou.

## Juventude

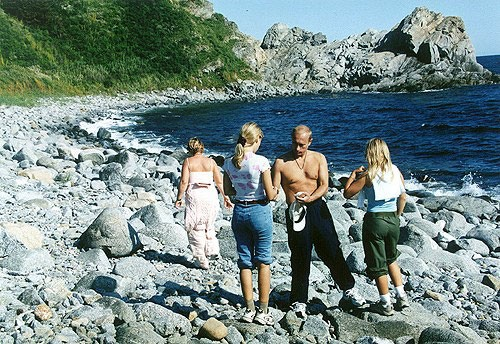
(esquerda-direita) Lyudmila, Maria, Vladimir e Katerina em Primorsky Krai em 2002

Tikhonova nasceu em Dresden, Alemanha Oriental, a mais nova das duas filhas de Vladimir Putin e Lyudmila Putina (nascida Shkrebneva). A família mudou-se para Leningrado (agora São Petersburgo) na primavera de 1991. Ela participou do Peterschule (em russo:  Петершуле), um ginásio alemão em São Petersburgo. Mais tarde, durante as violentas guerras de gangues envolvendo a Gangue Tambov enquanto tomava o controle do comércio de energia de São Petersburgo, ela e sua irmã Maria foram enviadas por seu pai, que temia por sua segurança, para a Alemanha, onde seu guardião legal era o ex-Stasi Matthias Warnig, que havia trabalhado com seu pai em Dresden como parte de uma célula da KGB e estabeleceu a filial do Dresdner Bank em São Petersburgo.  Depois que sua família se mudou para Moscou, ela frequentou a Escola Alemã de Moscou. Ela abandonou o sobrenome Putin e adotou o nome patronímico de sua avó materna, Yekaterina Tikhonovna Shkrebneva, como seu sobrenome.

## Estudos e carreira
Depois de fazer os exames de admissão junto com sua irmã Maria em julho de 2005, Tikhonova começou seus estudos universitários na Universidade Estadual de São Petersburgo, onde sua reitora Lyudmila Verbitskaya era amiga íntima de seu pai. Embora ela estivesse muito interessada em estudos chineses, ela estudou história japonesa, com especialização em estudos asiáticos com o reitor da universidade, Yevgeny Zelenev; ela se formou em junho de 2009. Ela tem um mestrado em física e matemática.
Tikhonova é diretora do Innopraktika, um projeto de desenvolvimento de US$ 1,7 bilhão para criar um centro de ciências na Universidade Estadual de Moscou. Innopraktika está competindo com o Centro de Inovação Skolkovo e é referido por Stanislav Belkovsky como sendo o "anti-Skolkovo". Em fevereiro de 2020, Innopraktika anunciou que Tikhonova foi nomeada chefe de um novo instituto de inteligência artificial na Universidade Estadual de Moscou.
Em dezembro de 2019, Tikhonova tornou-se membro do Conselho para o Desenvolvimento da Cultura Física e Esportes de Massa sob o governo da Federação Russa.

## Dança acrobática
Em meados da década de 2010, Tikhonova gostava de rock'n'roll acrobático – um esporte raro e não olímpico, na classificação mundial do qual existem apenas cerca de duzentas pessoas. Ela e seu parceiro Ivan Klimov ficaram em quinto lugar em um evento do campeonato mundial de 2013 na Suíça.

## Sanções
Em 6 de abril de 2022, em razão da invasão russa da Ucrânia, Tikhonova foi sancionada pelo Departamento do Tesouro dos Estados Unidos por ser filha adulta de Vladimir Putin. O Departamento do Tesouro dos Estados Unidos declarou: "Tikhonova é uma executiva de tecnologia cujo trabalho apoia o [Governo da Federação Russa] e a indústria de defesa".

## Vida pessoal
Em 2013, Tikhonova casou-se com o empresário Kirill Shamalov, filho de Nikolay Shamalov, co-proprietário do Rossiya Bank. Ele é vice-presidente da Sibur Holding, que é uma empresa russa de processamento de gás e petroquímica com sede em Moscou. O governo russo detém 38% das ações da empresa de gás. Na época, estimava-se que o casal detinha ativos no valor de cerca de US$ 2 bilhões. Em janeiro de 2018, a Bloomberg News informou que Tikhonova e Shamalov haviam se separado.